# Lenzholz
Lenzholz ist eine Hofschaft in der bergischen Gemeinde Kürten.

## Lage und Beschreibung
Die Hofschaft befindet sich auf einer Höhe von 242 m ü. NN im Westen Kürtens. Benachbarte Orte sind Biesfeld, Miebach, Meiswinkel, Nelsbach, Durhaus, Scheid, Eiserwarr und Lenninghausen.
Bei Lenzholz entspringt ein Zufluss des Miebachs, einem Zufluss des Dürschbachs. Östlich der Hofschaft entspringt die Hauptquelle des Miebachs. Bei Lenzholz erreicht die Paffrather Kalkmulde ihre östlichste Ausdehnung.

## Etymologie und Geschichte
Eine frühe Bezeichnung der Hofschaft lautete om Lenksholz. Der Name leitet sich von der landwirtschaftlich günstigen Lage der Hofschaft am Südhang einer Erhebung (Höhe 287,6 m ü. NN) ab, an der die Feldbestellung frühzeitig begonnen werden konnte. Lenksen hat die Bedeutung Frühjahrsbestellung, Beginn der Feldarbeit. Das Ortsnamensuffix Holz,Holt bezeichnet einen Wald. 
Die Topographia Ducatus Montani des Erich Philipp Ploennies aus dem Jahre 1715, Blatt Amt Steinbach, belegt, dass der Hof Lenzholz bereits 1715 zwei Hofstellen besaß, die als Lenshols beschriftet sind. Carl Friedrich von Wiebeking benennt die Hofschaft auf seiner Charte des Herzogthums Berg 1789 als Lensholtz. Aus ihr geht hervor, das Lenzholz zu dieser Zeit Teil der Honschaft Engelsdorf im Kirchspiel Kürten war.
Unter der französischen Verwaltung zwischen 1806 und 1813 wurde das Amt Steinbach aufgelöst und die Honschaft Engelsdorf mit Lenzholz wurde politisch der Mairie Kürten im Kanton Wipperfürth zugeordnet. 1816 wandelten die Preußen die Mairie zur Bürgermeisterei Kürten im Kreis Wipperfürth.
Lenzholz ist auf der Topographischen Aufnahme der Rheinlande von 1824 mit einem Wohnplatz und auf der Preußischen Uraufnahme von 1840 mit zwei Wohnplätzen eingezeichnet. Ab der Preußischen Neuaufnahme von 1892 ist es auf Messtischblättern regelmäßig verzeichnet, ab der Ausgabe von 1958 mit einem dritten Wohnplatz.
1822 lebten 13 Menschen im als Hof kategorisierten und Lensholz bezeichneten Ort.  Der 1845 laut der Uebersicht des Regierungs-Bezirks Cöln als Hof kategorisierte Ort besaß zu dieser Zeit drei Wohnhäuser. Zu dieser Zeit lebten 20 Einwohner im Ort, alle katholischen Glaubens. Die Gemeinde- und Gutbezirksstatistik der Rheinprovinz führt Lenzholz 1871 mit fünf Wohnhäusern und 21 Einwohnern auf. Im Gemeindelexikon für die Provinz Rheinland von 1888 werden für Lenzholz zwei Wohnhäuser mit 14 Einwohnern angegeben. 1895 besitzt der Ort zwei Wohnhäuser mit 14 Einwohnern und gehörte konfessionell zum katholischen Kirchspiel Biesfeld, 1905 werden zwei Wohnhäuser und 14 Einwohner angegeben.
Südlich von Lenzholz wurde bereits im 19. Jahrhundert im Grubenfeld Katharinaglück  Eisenerz gefördert.